# Pikulice
Pikulice (ukrainisch Пикуличі/Пікуличі) ist eine Ortschaft mit einem Schulzenamt der Landgemeinde Przemyśl im Powiat Przemyski der Woiwodschaft Karpatenvorland in Polen.

## Geschichte
Der Ort wurde auf dem 100 fränkischen Hufen angelegt, die der neuen Stadt Przemyśl der König Władysław II. Jagiełło im Gründungsprivileg aus dem Jahr 1389 übergab. 1408 wurden zwei Hufen mit einer Mühle und einem Vorwerk dem römisch-katholischen Kapitel in Przemyśl gegeben, während der Rest des Dorfs im Przemyśler Land der Woiwodschaft Ruthenien der königlichen Starostei in der Stadt gehörte. Kurt Lück identifizierte die Erwähnungen von luengendorff, villa sic dicta aus 1410 und von Jungendorf aus 1413 mit Pikulice, andernfalls einem unidentifizierten Ort bei Przemyśl. 1507 wurde erstmals eine orthodoxe Kirche erwähnt, danach gab es ab dem 16. Jahrhundert ein Kloster der Basilianer in Pikulice. 1562 lebten im Dorf nach ruthenischem Recht 36 bäuerliche Familien, ein Müller, zwei Wirtshäuser und ein orthodoxer Priester.
Bei der Ersten Teilung Polens kam Pikulice 1772 zum neuen Königreich Galizien und Lodomerien des habsburgischen Kaiserreichs (ab 1804). Nach der Aufhebung der Patrimonialherrschaften bildete es ab 1850 eine Gemeinde im Bezirk Przemyśl. Im späten 19. Jahrhundert wurden in der Umgebung einige Befestigungen der Festung Przemyśl gebaut und im Dorf lebten österreichischen Soldaten. Im Jahr 1900 hatte die Gemeinde 969 Hektar Fläche, 144 Häuser mit 1444 Einwohnern, davon die Mehrheit ruthenischsprachig (871) und griechisch-katholisch (880), außerdem römisch-katholische (345), jüdische (191), polnischsprachige (345) und deutschsprachige (164) Bevölkerung, sowie 28 Personen anderer Sprache und 6 anderer Religion.
1903 wurde eine griechisch-katholische Filialkirche gebaut (abgetragen in den 1950er Jahren) und 1912 folgte eine römisch-katholische Kirche.
1918, nach dem Ende des Ersten Weltkriegs, dem Zusammenbruch der k.u.k. Monarchie und dem Ende des Polnisch-Ukrainischen Kriegs, kam der Ort zu Polen.

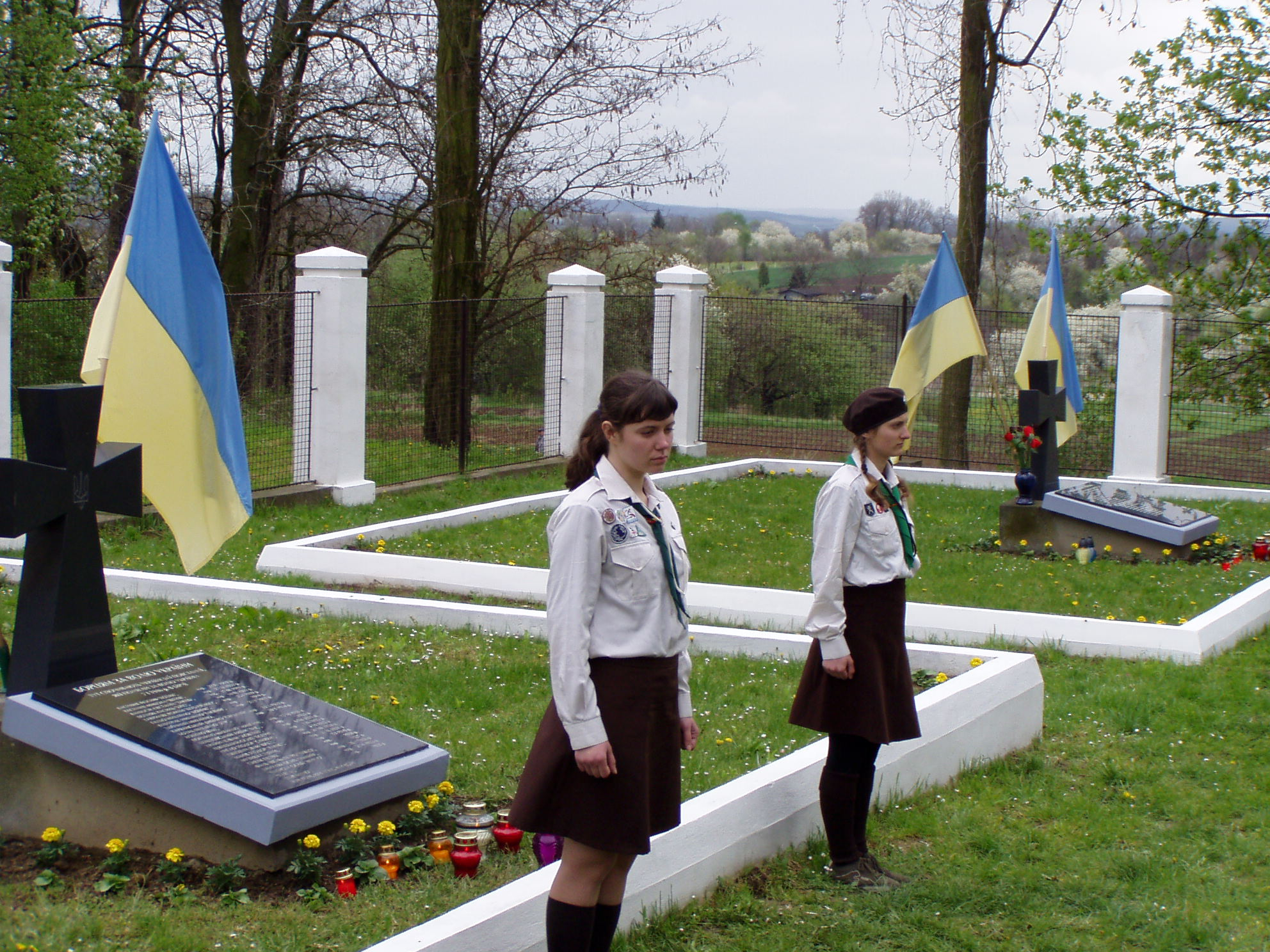
Ukrainischer Soldatenfriedhof

In den Jahren 1919 bis 1924 wurden ukrainischen Soldaten der Ukrainischen Volksrepublik von Polen unter Hungerbedingungen in den ehemaligen österreichischen Kasernen interniert (siehe Internierungslager für Soldaten der Volksrepublik Ukraine). Einige Tausend Opfer einer Epidemie wurden am österreichischen Soldatenfriedhof aus dem Ersten Weltkrieg bestattet. Der devastierte Friedhof wurde erst 1990 rekonstruiert. 2000 wurden auch 47 Soldaten der Ukrainischen Aufständischen Armee begraben. Der Friedhof spielt eine wichtige Rolle für die ukrainische Minderheit Polens, die jährlich aus Przemyśl nach Pikulice marschiert.
Im Jahre 1921 hatte die Gemeinde 151 Häuser mit 875 Einwohnern, davon 595 deklarierten sich als Ruthenen, 259 als Polen, 21 als Juden, 199 waren Römisch-Katholiken, 607 Griechisch-Katholiken und 68 Israeliten. In den 1920er Jahren wurden die Felder des Gutshofs parzelliert und an um 250 polnische Kolonisten übergeben. 1939 lebten im Dorf nach Wolodymyr Kubijowytsch 850 Ukrainer, darunter 100 ukrainischsprachigen „Lateinern“ (Römisch-Katholiken mit ehemalig lateinischer Kirchensprache, statt des Kirchenslawischen der Ukrainischen griechisch-katholischen Kirche), 480 Polen und 60 Juden.
Während des Zweiten Weltkrieges wurde es im September 1939 zunächst von deutschen Truppen besetzt. Diese zogen sich am 28. September 1939 gemäß dem Grenz- und Freundschaftsvertrag hinter den San zurück, um das Gebiet der Roten Armee zu übergeben. Kurz nach dem Beginn des Deutsch-Sowjetischen Krieges am 22. Juni 1941 besetzte die Wehrmacht das Gebiet wieder. Der Ort wurde ein Teil des Generalgouvernements (bzw. des Distrikts Galizien).
Im Sommer 1945 wurde die Mehrheit der Bewohner an die Sowjetunion deportiert. Im November wurde die Bebauung von der UPA fast völlig niedergebrannt. In der Aktion Weichsel (Mai 1947) wurden 15 Ukrainer nach das neue Westen Polens deportiert.
Von 1975 bis 1998 gehörte Przemyśl zur Woiwodschaft Przemyśl.